# Bitter Tears: Ballads of the American Indian
Bitter Tears: Ballads of the American Indian är countrysångaren Johnny Cashs 19:e album, utgivet 1964 på Columbia Records. Albumet fokuserar på den amerikanska ursprungsbefolkningen, i synnerhet på den hårda och orättvisa behandling den ofta utsatts för.
Albumet blev som bäst 47:a på Billboards albumlista. Låten "The Ballad of Ira Hayes", om marinsoldaten Ira Hayes, släpptes som enda singel från albumet och blev trea på countrysingellistan.

## Låtlista
1. "As Long as the Grass Shall Grow" (Peter La Farge) - 6:10
2. "Apache Tears" (Johnny Cash) - 2:34
3. "Custer" (Peter La Farge) - 2:20
4. "The Talking Leaves" (Johnny Cash) - 3:55
5. "The Ballad of Ira Hayes" (Peter La Farge) - 4:07
6. "Drums" (Peter La Farge) - 5:04
7. "White Girl" (Peter La Farge) - 3:01
8. "The Vanishing Race" (Johnny Horton) - 4:02